# Tutwiler
 (juillet 2017).
Si vous disposez d'ouvrages ou d'articles de référence ou si vous connaissez des sites web de qualité traitant du thème abordé ici, merci de compléter l'article en donnant les références utiles à sa vérifiabilité et en les liant à la section « Notes et références ».
Tutwiler est une ville située dans le comté de Tallahatchie, dans le Mississippi aux États-Unis. La population au recensement de 2010 était de 3,550 habitants.

## Histoire
En 1899, Tom Tutwiler, un ingénieur civil pour un chemin de fer local, a fait son siège sept miles au nord-ouest de Sumner. La ville de Tutwiler a été fondée et nommée pour lui. Lorsque le chemin de fer a été construit, le premier dépôt érigé était un bâtiment de deux étages. Le chemin de fer donnait à la ville l'utilisation du dernier étage comme école publique. Capitaine H.B. Fitch a construit et exploité le premier magasin en ville. Sa femme a pris en charge l'école, qui a commencé avec cinq élèves.
En 1905, la ville a été incorporée, et W.E. Fite élu Maire. J.O. Clay était l'agent du dépôt de gare. En 1900, le chemin de fer Central de l'Illinois, en cours d'exécution de Yazoo City à Lambert, a traversé à Tutwiler, où la compagnie a construit une cour de chemin de fer.
En 1928, un lycée a été construit à un coût de $ 40,000. La ville a grandi rapidement jusqu'en 1929 quand la cour de chemin de fer a été déplacée à Clarksdale. A cette époque, les entreprises et enfin la population ont commencé à décliner. La population en 1929 avant la cour de chemin de fer a été déplacé était 1.010 personnes.
Comme beaucoup d'autres villes dans le Delta du Mississippi, Tutwiler met en jeu une prétention à être le «berceau du blues». C'est le site où W.C. Handy aurait "découvert" le blues en 1903, sur une plate-forme de train dans la ville. Handy avait entendu quelque chose qui ressemblait au blues dès 1892, mais c'était en attendant un train en retard à Memphis qu'il entendit un bluesman itinérant (la légende dit que c'était une main de champ locale appelée Henry Sloan). L'homme jouait de la guitare de diapositives et chantait au sujet de "goin où le sud croisent le chien", se rapportant à la jonction de chemin de fer du sud et de chemin de fer de vallée de Yazoo et de Mississippi plus au sud.(Le chemin de fer Y & D était localement appelé le «chien jaune»). Handy l'appelait "la musique la plus bizarre que j'aie jamais entendue". Un Mississippi Blues Trail marque honneur Handy a été érigé sur le site le Novembre 25, 2009. Tutwiler était aussi la maison d'enfance des bluesmen John Lee Hooker et Frank Stokes.

## Géographie
Fraction de la route 49 des États-Unis à Tutwiler. Tutwiler est situé à 34° 00′ 53″ N, 90° 25′ 54″ O. Selon le Bureau du recensement des États-Unis, la ville a une superficie totale de 3,4 km2, toute en terres (aucun plan d'eau). Tutwiler est 110 km au sud de Memphis, Tennessee.

## Données démographiques
| Historical population | Historical population | Historical population | Historical population |
| Census                | Pop.                  |                       | %±                    |
| --------------------- | --------------------- | --------------------- | --------------------- |
| 1900                  | 142                   |                       | —                     |
| 1910                  | 410                   |                       | 188,7 %               |
| 1920                  | 1,010                 |                       | 146,3 %               |
| 1930                  | 873                   |                       | −13,6 %               |
| 1940                  | 665                   |                       | −23,8 %               |
| 1950                  | 939                   |                       | 41,2 %                |
| 1960                  | 912                   |                       | −2,9 %                |
| 1970                  | 1,103                 |                       | 20,9 %                |
| 1980                  | 1,174                 |                       | 6,4 %                 |
| 1990                  | 1,391                 |                       | 18,5 %                |
| 2000                  | 1,364                 |                       | −1,9 %                |
| 2010                  | 3,550                 |                       | 160,3 %               |
| Est. 2015             | 3,496                 |                       | −1,5 %                |
| U.S. Decennial Census |                       |                       |                       |

En date du recensement de 2000, il y avait 1 364 personnes, 410 ménages, et 316 familles résidant dans la ville. La densité de population était de 1,020.6 personnes par mile carré (393.0 / km ²). Il y avait 429 unités de logement à une densité moyenne de 321.0 par mile carré (123.6 / km ²). Le maquillage de race de la ville était 11,80 % Blanc, 87,32 % Afro-américain, 0,29 % Amérindien, 0,37 % Asiatique, et 0,22 % de deux courses ou plus. Hispanique ou Latino de n'importe quelle race étaient 0,44 % de la population. Il y avait 410 ménages dont 35,9 % avaient des enfants sous l'âge de 18 vivant avec eux, 34,4 % étaient mariés vivant ensemble, 34,4 % avaient un propriétaire femelle sans présent de mari, et 22,7 % étaient des non-familles. 20,0 % de toutes les maisons étaient composés des individus et 11,0 % avaient quelqu'un vivant seul qui était 65 ans d'âge ou plus vieux. La taille moyenne de ménage était 3.33 et la taille moyenne de famille était 3.82. La population est étalée avec 33,6 % de moins de 18 ans, 11,7 % de 18 à 24 ans, 26,1 % de 25 à 44 ans, 16,3 % de 45 à 64 ans et 12,2 % de plus de 65 ans. L'âge médian était de 29 ans. Pour chaque 100 femelles il y avait 80,4 mâles. Pour chaque 100 femmes de 18 ans et plus, il y avait 76,3 hommes.
Le revenu médian pour une maison dans la ville était 18 958 $, et le revenu médian pour une famille était 22 857 $. Les hommes avaient un revenu médian de 21 364 $ contre 17 222 $ pour les femmes. Par habitant le revenu pour la ville était $ 7,177. Environ 32,1 % des familles et 38,5 % de la population étaient au-dessous du seuil de pauvreté, en incluant 45,5 % de ces moins de 18 ans et 31,1 % de ceux au-dessus de 65 ans ou plus.

## Économie
Peter T. Kilborn, du New York Times, a déclaré en 2001 "qu'à l'exception du coton, l'économie de Tutwiler n'a jamais été aussi importante". Depuis 2001, les résidents de Tutwiler travaillent dans des prisons situées dans le delta du Mississippi, des casinos à Tunica Resorts et des usines de traitement de la volaille et du poulet dans les environs.
La seule banque et l'élévateur à grain de la ville ont fermé leurs portes en 2000. En 2001, Tutwiler ne disposait d'aucun magasin de vêtements, pharmacie ou restaurant.
L'établissement pénitentiaire du comté de Tallahatchie, une prison privée gérée par la Corrections Corporation of America pour le Département du Mississippi des Corrections, est situé près de Tutwiler dans une zone non constituée en société du comté. En raison du piètre statut économique de la ville, vers 1998, les dirigeants de Tutwiler décidèrent d'accepter la construction d'une prison à proximité, qui créerait des centaines d'emplois.
Pour aider à faciliter la prison, la ville de Tutwiler a construit une lagune de traitement des eaux usées et un château d'eau. L'État du Mississippi et le comté de Tallahatchie ont payé la moitié du coût de la formation des agents de correction dans la nouvelle prison. Kilborn a déclaré que lors de l'ouverture du centre de 35 millions de dollars en 2000 avec 351 prisonniers, dont 32 du Wisconsin, cela "semblait être le salut de" Tutwiler. Certains résidents de la région ont quitté leur emploi et ont commencé à travailler comme gardiens de prison dans l'établissement. Après l'ouverture de la prison, sa masse salariale mensuelle s'élevait à $ 467,000.
En mars et avril 2001, le Wisconsin a transféré ses prisonniers hors de la prison, laissant entre 20 et 125 prisonniers par période. Avant ce changement, la prison comptait 208 employés. Les employés de la prison ont été réduits à 40. Des centaines de personnes ayant travaillé à la prison ont été licenciées. En 2001, la prison avait versé 600 000 dollars au comté en impôts fonciers et 5 350 dollars par mois à la ville pour l’eau. À la fin de 2001, la masse salariale mensuelle totale était tombée à 80 000 dollars.
Kilborn a déclaré qu'en novembre 2001, la prison "laissait la ville un peu mieux qu'elle ne l'avait jamais été". En juin 2003, la prison avait accueilli 1 423 détenus de l'Alabama. En 2010, la prison avait également incarcéré des prisonniers condamnés de Californie.

## Gouvernement et infrastructure
Robert Grayson fait l'histoire en 1993 en étant élu premier maire afro-américain de Tutwiler. Il était un ancien officier de correction au pénitencier d'État du Mississippi (Parchman) dans le comté de tournesol. Grayson a été remplacé en 2009 par Genether Miller Spurlock, un ancien instituteur, et la première femme noire à être élu maire. L'actuel maire de Tutwiler est Nichole Harris. La ville a un corps de police d'une dizaine de policiers. Le service postal des États-Unis exploite le bureau de poste de Tutwiler.
L'établissement pénitentiaire du comté de Tallahatchie, une prison privée exploitée par la Société correctionnelle de l'Amérique au nom du département des services correctionnels du Mississippi, est situé dans une zone non constituée en société dans le comté de Tallahatchie, près de Tutwiler. En 2010, la prison sert de prison pour le comté de Tallahatchie, en plus d'abriter principalement des prisonniers condamnés par des tribunaux californiens.

## Éducation
La Ville de Tutwiler est desservie par le West Tallahatchie School District. Les résidents sont zonés à R.H. Bearden Elementary School à Sumner et West Tallahatchie High School dans Webb. Hopson Bayou Elementary School a servi des enfants à Tutwiler jusqu'à sa fermeture en 1993.
À partir de 2002, quelques enfants à Tutwiler ont assisté à l'Académie du Tournesol du Nord dans le comté de tournesol non constitué en société, l'Académie Delta à Marks et l'Académie Lee à Clarksdale.

## Religion
Tutwiler a une variété d'églises chrétiennes, y compris baptiste, église de Dieu en Christ, protestante et non confessionnelle. Sept religieuses catholiques et leur personnel exercent des services communautaires dans la ville, principalement au Centre d'éducation communautaire de Tutwiler, qui a été créé en 1993. Ils exploitent le site des réunions de la ville et de vote, des programmes de sensibilisation directe pour les enfants et les personnes âgées, exploiter une clinique de santé, et de maintenir la tombe de Sonny Boy Williamson.
En 1983, une sœur, sœur Anne Brooks, est venue à Tutwiler pour contrôler la clinique de Tutwiler après avoir obtenu un degré médical.Avant l'arrivée de Brooks, la clinique disposait toujours de salles d'attente à ségrégation raciale. En 2010, la clinique fonctionnait depuis 27 ans. En novembre 2010, les religieuses ont ouvert un gymnase, financé par des donateurs de l'extérieur de la région. Le journaliste Peter T. Kilborn du New York Times a écrit que l'installation était "digne d'une université".

## Résidents Notable
- John Lee Hooker : Chanteur de blues ; semblerait être né à Tutwiler ou à proximité.